# جام ملت‌های اروپای زنان ۱۹۹۵
مسابقات فوتبال زنان اروپا ۱۹۹۵ که به آن یورو زنان ۱۹۹۵ نیز گفته می‌شود. مسابقات فوتبال زنان بود که بین ساهای ۱۹۹۳ تا ۱۹۹۵(به همراه دور انتخابی) انجام گرفت. بازی فینال این رقابتها در کشور آلمان انجام شد. مسابقات فوتبال زنان اروپا به طور معمول با شرکت تیم‌های عضو یوفا انجام می‌گیرد. این مسابقات برای تعیین بهترین تیم اروپا انجام می‌شود. آلمان برای سومین بار (با احتساب قهرمانی آلمان غربی در رقابت‌های اروپایی زنان) قهرمانِ این دوره از رقابت‌ها شد.